# 刘存信
刘存信（1926年—2020年7月15日），男，山东庆云人，原沈阳军区空军政治委员，中国人民解放军中将。

## 生平
毕业于空军航空学校。抗日战争时期，参加了渭县攻坚战、平顶堡等战役战斗，解放战争时期，参加了辽沈、平津、衡宝等战役战斗。
在1939年3月加入中国共产党。1975年曾任中国民用航空总局局长至1977年。1986年，接替高兴民，担任沈阳军区空军政治委员，该职务在1993年，由马驰接任。1988年，授中国人民解放军中将军衔。
刘存信是中国共产党第十三次全国代表大会代表，第四届全国人民代表大会代表，中国人民政治协商会议第八届全国委员会委员。
2020年7月15日，因病医治无效，于北京逝世，享年94岁。

## 军衔
- 1955年被授予少校军衔[1]。

- 1988年被授予空军中将军衔[1]。

## 授勋
曾获三级独立自由勋章、三级解放勋章、中国人民解放军独立功勋荣誉章。